# Akademia Kultury Społecznej i Medialnej w Toruniu

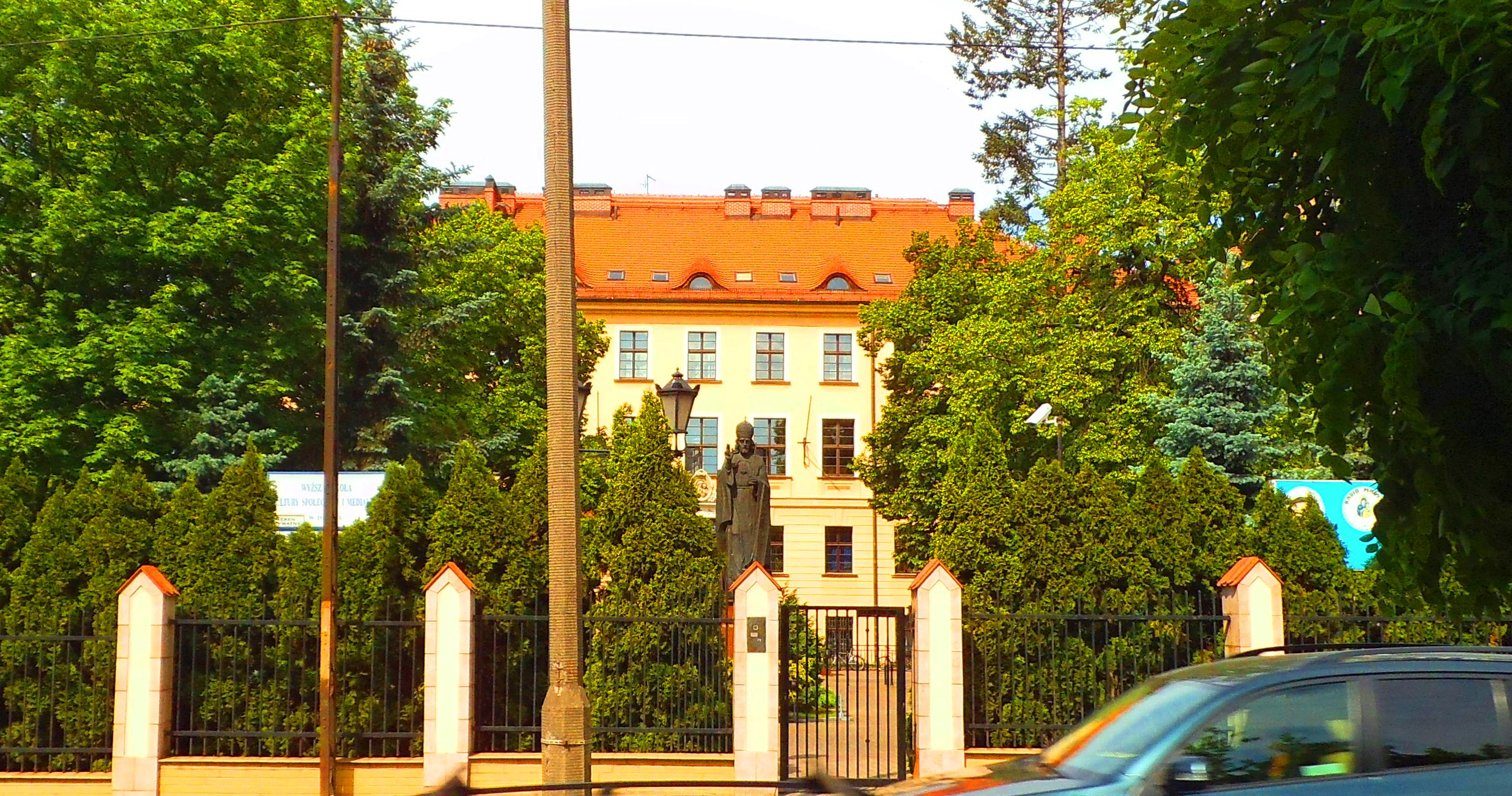
Rektorat

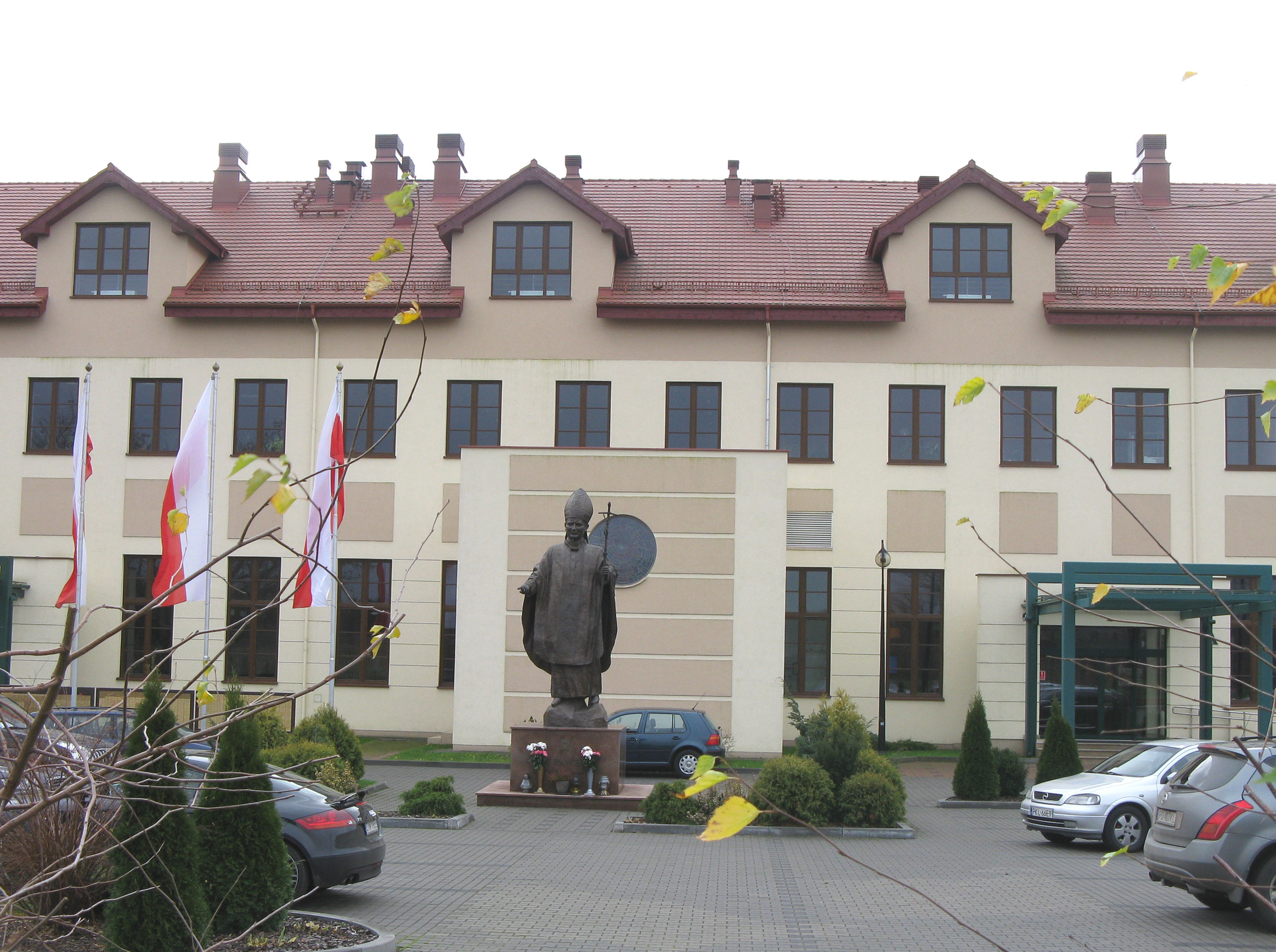
Pomnik Jana Pawła II przed wejściem do budynku

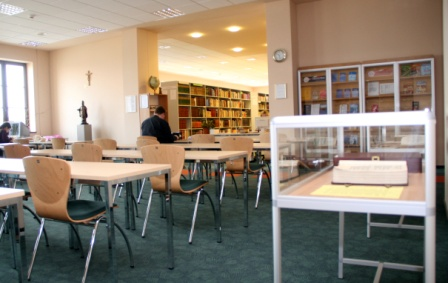
Biblioteka

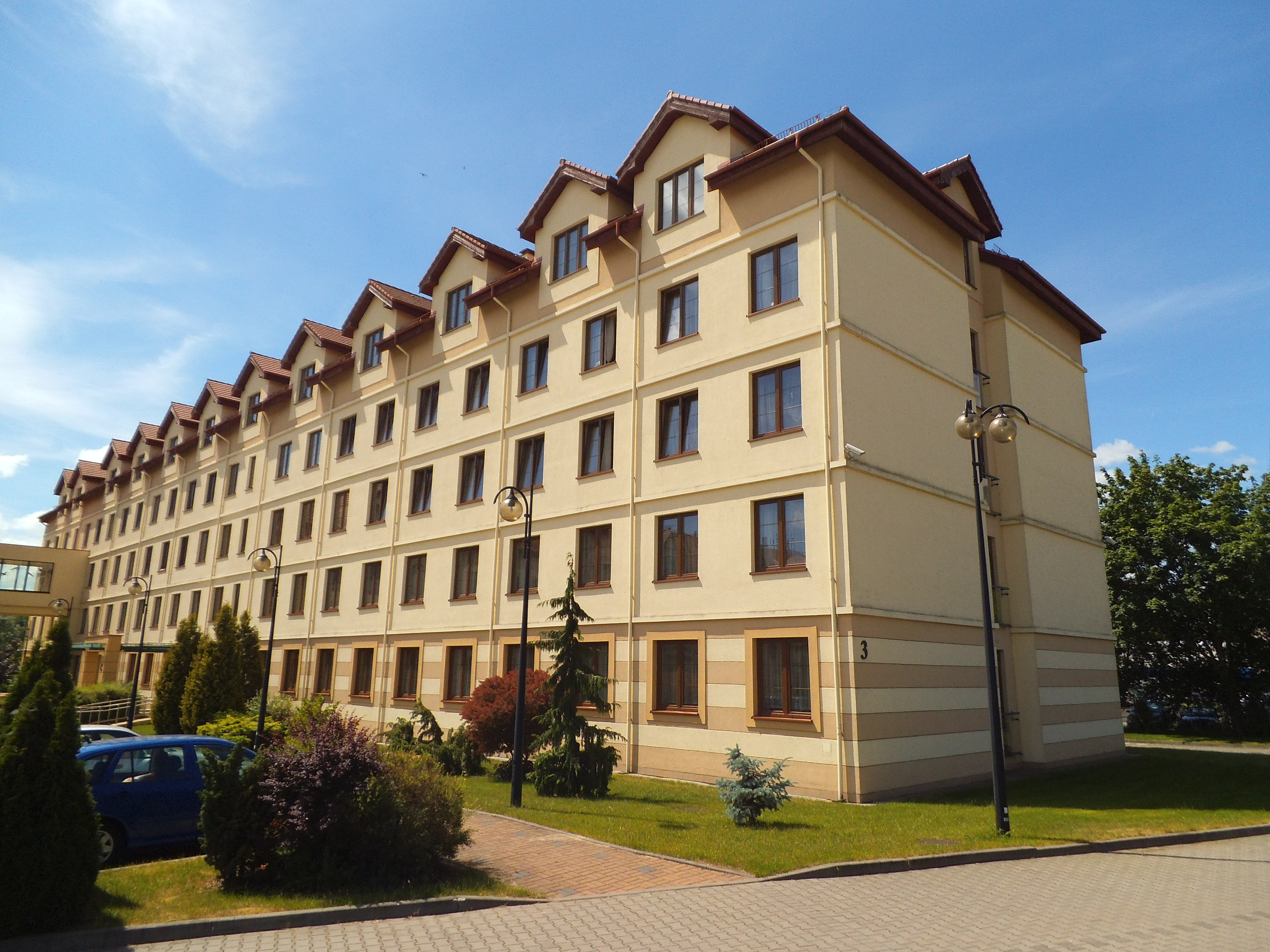
Dom studencki

Akademia Kultury Społecznej i Medialnej w Toruniu – niepubliczna szkoła wyższa założona w Toruniu w 2001 roku i należąca do Fundacji Lux Veritatis. Do wykazu niepaństwowych uczelni zawodowych MEN została wpisana pod nr 75.

## Lokalizacja
Rektorat znajduje się w północnej części dzielnicy Bielany, przy ul. św. Józefa 23/35, natomiast kampus zlokalizowany jest w zachodniej części miasta, na Starotoruńskim Przedmieściu, przy ul. Droga Starotoruńska.

## Historia
Uczelnia została założona 14 sierpnia 2001 roku jako niepaństwowa wyższa szkoła zawodowa. Założycielem uczelni był o. dr Tadeusz Rydzyk. Autorką nazwy uczelni, koncepcji i programów kształcenia oraz organizacji studiów jest dr Joanna Grabińska (pierwsza prorektor). Misją uczelni jest „służba człowiekowi”, a dewizą „Fides, Ratio et Patria” (Wiara, rozum i ojczyzna). Działalność dydaktyczna rozpoczęła w roku akademickim 2001/2002 i prowadzona jest na Wydziale Nauk o Kulturze Społecznej i Medialnej.
Uczelnia wielokrotnie otrzymała dofinansowanie ze środków publicznych, np. w 2018 roku studia podyplomowe „Polityka gospodarcza, finanse i bankowość” uzyskały dofinansowanie Narodowego Banku Polskiego w wysokości 246 tys. 290 zł. Warunkiem przyjęcia na studia jest otrzymanie rekomendacji od przedstawiciela władzy kościelnej.
W październiku 2021 roku Uczelnia otrzymała tytuł akademii. W tym samym roku uhonorowana została Medalem „Pro Bono Poloniae”.
W 2023 otrzymała Odznakę Honorową za Zasługi dla Polonii i Polaków za Granicą.

## Kierunki nauczania
Uczelnia daje możliwość podjęcia nauki na siedmiu kierunkach w systemie stacjonarnym i niestacjonarnym:
- Dziennikarstwo i komunikacja społeczna (studia l i II stopnia);
- Politologia (studia I i II stopnia);
- Informatyka (studia I stopnia inżynierskie);
- Informatyka medialna (studia I i II stopnia);
- Pielęgniarstwo (studia I i II stopnia);
- Prawo (studia jednolite magisterskie);
- kierunek lekarski (studia jednolite magisterskie).

Akademia prowadzi również studia podyplomowe takie jak:
- Dziennikarstwo,
- Relacje międzynarodowe i dyplomacja,
- Zasady wykorzystania funduszy unijnych,
- Grafika komputerowa i techniki multimedialne,
- Zastosowanie informatyki w dydaktyce,
- Retoryka i wystąpienia przed kamerą,
- Polityka ochrony środowiska – kompensacja przyrodnicza,
- Master of Business Administration;
- Polityka gospodarcza, finanse i bankowość;
- Dziedzictwo myśli Świętego Jana Pawła II.

## Poczet rektorów
- o. dr Tadeusz Rydzyk CSsR, prof. AKSiM (2001–2006)
- ks. dr Andrzej Ulaczyk (2006–2007)
- o. dr Krzysztof Bieliński CSsR (2007–2012)
- o. dr Zdzisław Klafka CSsR (od 2012)

## Rada naukowa
Rada Naukowa stanowi organ doradczy, zajmuje stanowisko w sprawach programowych i ważnych kwestiach dotyczących funkcjonowania uczelni. Należą do niej:
- - o. dr Zdzisław Klafka CSsR, rektor WSKSiM
  - prof. dr hab. Jacek Bartyzel – Uniwersytet Mikołaja Kopernika w Toruniu, Polska
  - dr Danuta Bogdan(inne języki) – Ośrodek Badań Naukowych im. Wojciecha Kętrzyńskiego w Olsztynie, Polska
  - ks. prof. dr hab. Paweł Bortkiewicz TChr – Uniwersytet im. Adama Mickiewicza w Poznaniu, Polska
  - dr hab. Arkadiusz Czwołek(inne języki) – Uniwersytet Mikołaja Kopernika w Toruniu, Polska
  - ks. dr hab. Tomasz Dutkiewicz, prof. UMK – Uniwersytet Mikołaja Kopernika w Toruniu, Polska
  - prof. dr hab. Mirosław Golon – Uniwersytet Mikołaja Kopernika w Toruniu, Polska
  - dr hab. Piotr Grochmalski, prof. ASW – Akademia Sztuki Wojennej w Warszawie, Polska
  - prof. dr hab. Piotr Jaroszyński, prof. KUL – Katolicki Uniwersytet Lubelski Jana Pawła II w Lublinie, Polska
  - prof. PhDr Petr Kaleta(inne języki), Ph.D. – Uniwersytet Masaryka w Brnie (Rada Naukowa), Republika Czeska
  - prof. Kamil Kardis Ph.D. – Uniwersytet Preszowski w Preszowie, Słowacja
  - ks. dr hab. Witold Kujawski, prof. UMK – Uniwersytet Mikołaja Kopernika w Toruniu, Polska
  - prof. dr hab. Ryszard Michalski – Wyższa Szkoła Kultury Społecznej i Medialnej w Toruniu, Polska
  - prof. dr hab. Stanisław Mikołajczak – Uniwersytet im. Adama Mickiewicza w Poznaniu, Polska
  - siostra dr hab. Agata Mirek CMN, prof. KUL – Katolicki Uniwersytet Lubelski Jana Pawła II w Lublinie, Polska
  - prof. dr hab. Wojciech Polak – Uniwersytet Mikołaja Kopernika w Toruniu, Polska
  - dr hab. Mieczysław Ryba, prof. KUL – Katolicki Uniwersytet Lubelski Jana Pawła II w Lublinie, Polska
  - prof. dr hab. Ryszard Terlecki – Instytut Historii Nauki Polskiej Akademii Nauk, Polska
  - prof. o. Andrzej Wodka CSsR, Akademia Alfonsjańska – Wyższy Instytut Teologii Moralnej w Rzymie, Włochy
  - dr hab. Ryszard Zajączkowski, prof. KUL – Katolicki Uniwersytet Lubelski Jana Pawła II w Lublinie, Polska
  - prof. Felipe F. Salvosa II – Papieski i Królewski Uniwersytet św. Tomasza w Manilii, Filipiny

Do października 2006 roku rektorem WSKSiM był Tadeusz Rydzyk. Zrezygnował z funkcji, gdyż nowe Prawo o szkolnictwie wyższym mówi, że funkcję tę może pełnić osoba posiadająca co najmniej stopień naukowy doktora, którym o. Rydzyk wówczas się jeszcze nie legitymował.

## Działalność studencka
- Samorząd studencki Akademii Kultury Społecznej i Medialnej
- Akademicki Związek Sportowy
- SIM Radio – internetowa rozgłośnia akademicka
- Teatr Studencki „Dobry Wieczór”
- Akademickie Studio Nagrań – ASN
- Chór Akademicki
- Studencka Popołudniówka – radiowy program młodzieżowy w Radiu Maryja
- Pokój gościnny – radiowy program młodzieżowy w Radiu Maryja
- Westerplatte Młodych – telewizyjny program młodzieżowy w Telewizji Trwam